# Financial Mail
Die Financial Mail ist eine Wochenzeitung in Südafrika, die zu den führenden englischsprachigen Finanz- und Wirtschaftsmagazinen des Landes zählt. Sie wird landesweit in einer Auflage von rund 30.000 Exemplaren veröffentlicht und hat rund 215.000 Leser (Angaben für 2008). Der Sitz der Redaktion befindet sich in Johannesburg.
Hauptzielgruppe sind sogenannte Entscheidungsträger im Bereich der privaten Wirtschaft und der öffentlichen Verwaltung. Die Erstausgabe erschien am 6. März 1959, an der Entstehung waren die in Großbritannien erscheinende Financial Times zu 50 Prozent und die SA Associated Newspapers (SAAN) zu 40 Prozent beteiligt. Mitte der 1970er Jahre übernahm die SAAN auch die Anteile der Financial Times. Gegenwärtiger Verlag ist seit 1997 die Firma BDFM Publishers (Pty) Ltd.